# Maureen O'Sullivanová
Maureen Paula O'Sullivanová (17. května 1911 Boyle – 23. června 1998 Scottsdale) byla irsko-americká herečka, která se prosadila v Hollywoodu, jehož hvězdou 30. a 40. let 20. století byla. 

## Život

### Mládí
Narodila se 17. května 1911 ve městě Boyle v irském hrabství Roscommon jako dcera vojenského důstojníka Charlese Josepha O'Sullivana a Mary Lovatt O'Sullivanové (rodným jménem Fraserová). Základní školu navštěvovala až v Dublinu a poté i v anglickém Roehamptonu, kde jednou z jejích spolužaček byla i Vivian Mary Hartley, později slavná hollywoodská hvězda Vivien Leighová. Po vystudování střední školy v Paříži se vrátila do Dublinu a zde se setkala s hollywoodským režisérem Frankem Borzagem, který právě hledal nové talenty pro společnost Fox Film Corporation. Maureen se mu zalíbila a tak v roce 1929 se se svou matkou vydala na parníku RMS Baltic za kariérou do Hollywoodu.

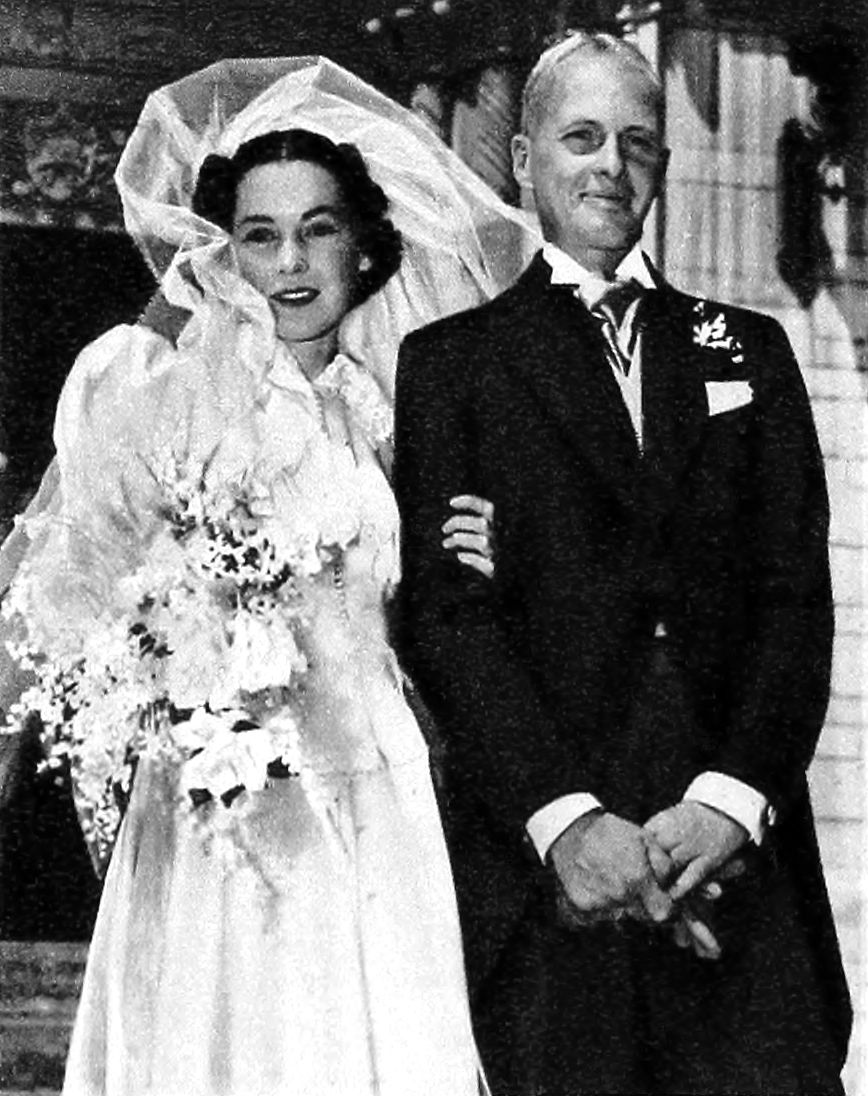
Maureen O'Sullivan se svým prvním manželem Johnem Farrowem.

### Kariéra
Při kamerových zkouškách v roce 1930 uspěla a debutovala v komedii So This Is London. Po dalších sedmi snímcích pro Fox podepsala v roce 1932 slouvu se studiem Metro-Goldwyn-Mayer a objevila se v několika dalších hlavních rolích. Téhož roku však byla producentem Irvingem Thalbergem obsazena do svénejznámější role a po boku Johnnyho Weissmullera se blískla jako Jane Parkerová ve filmu Tarzan, syn divočiny. Po dalších deset let se ve stejné roli objevila ještě v pěti dalších snímcích (Tarzan a jeho družka, Tarzan Escapes, Tarzan Finds a Son!, Tarzan's Secret Treasure, Tarzanovo newyorské dobrodružství). Mezi jí další významné filmy z 30. let patří například také krimi komedie Detektiv Nick v New Yorku (1934), kde si zahrála po boku Williama Powella a Myrny Loyové, romantické drama Anna Karenina (1935) s Gretou Garbo či komedie Kobylkáři (1937) s bratry Marxovými.
Do 40. let vstoupila filmem Sporting Blood, který následoval další úspěšný snímek Pýcha a předsudek (1940), kde si zahrála s Greer Garsonovou a Laurence Oliverem. Po svém posledním snímku s Tarzanem požádala studio o uvolnění ze smlouvy, aby se mohla starat o svého manžela, který se od námořnictva vrátil s tyfem. Její přestávka v kariéře nakonec trvala až do roku 1948, kdy se do showbyznysu vrátila film-noirem Velké hodiny pro Paramount Pictures. Po dalším snímku Cesta bez návratu (1950) se však filmování pomalu přestávala věnovat nadále se ve filmu objevovala už jen příležitostně. Po letecké havárii v roce 1948, při které zemřel její nejstarší syn Michael Farrow se rozhodla, že svou hereckou kariéru ukončí. V roce 1960 ji však herec Pat O'Brien navrhl, aby zkusila hrát v divadle na Broadwayi. O rok později debutovala ve hře Never Too Late (~ Nikdy není přiliš pozdě) a její kariéra pokarčovala dál i po brzké smrti jejího manžela.
Chvíli také vystupovala u NBC v rádiu a v roce 1965 ztvárnila svou první divadelní roli ve filmové verzi Never Too Late (1965) studia Warner Bros. Jejím nejznámějším filmem z pozdní tvorby je komedii Woodyho Allena Hana a její sestry (1986), kde hrála matku své vlastní dceři Mii Farrowové. Po několika dalších televizních seriálech, televizních filmech a divadelních představeních svou kariéru ukončila v roce 1994.

## Osobní život
Jejím prvním manželem se stal 12. září 1936 australsko-americký režisér, scenárista a producent John Farrow. Měli spolu sedm dětí (Michaela Damiena, Patricka Josepha, Marii de Lourdes Villiers (Mia Farrowová), Johna Charlese, Prudence, Stephanie a Theresu Magdalenu). John Farrow zemřel 27. ledna 1963 na infarkt.
Jejím druhým manželem se stal 22. srpna 1983 bohatý obchodník James Cushing a zůstali manželé až do jeho smrti v roce 1983.
V roce 1947 se stala americkou občankou.
Maureen O'Sullivanová byla katolička a demokratka.
Zemřela 23. června 1998 ve městě Scottsdale v Arizoně na komplikace po operaci srdce. Bylo jí 87 let.

## Filmografie (výběr)

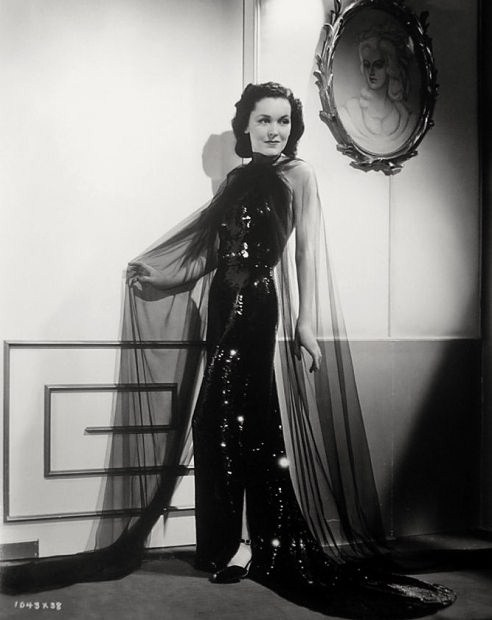
Maureen O'Sullivanová ve filmu Hold That Kiss (1938)

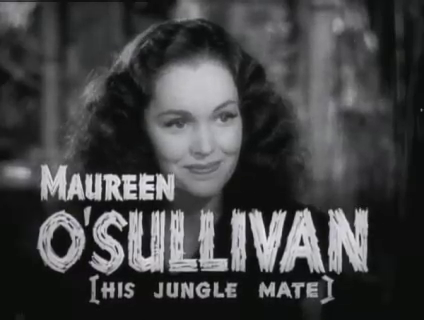
Maureen O'Sullivanová ve filmu Tarzan Finds a Son! (1939)

### Filmy
- 1930 Just Imagine (režie David Butler)
- 1932 Tarzan, syn divočiny (režie W. S. Van Dyke)
- 1932 The Silver Lining (režie Alan Crosland)
- 1932 Fast Companions (režie Kurt Neumann)
- 1934 Tarzan a jeho družka (režie Jack Conway, James C. McKay a Cedric Gibbons)
- 1934 Detektiv Nick v New Yorku (režie W. S. Van Dyke)
- 1934 Kardinál Richelieu (režie Rowland V. Lee)
- 1935 Woman Wanted (režie George B. Seitz)
- 1935 Anna Karenina (režie Clarence Brown)
- 1936 Ďábelská loutka (režie Tod Browning)
- 1936 Tarzan Escapes (režie (více než pět různých))
- 1937 Kobylkáři (režie Sam Wood)
- 1937 Between Two Women (režie George B. Seitz)
- 1937 My Dear Miss Aldrich (režie George B. Seitz)
- 1938 Američan v Oxfordu (režie Jack Conway)
- 1938 Hold That Kiss (režie Edwin L. Marin)
- 1939 Tarzan Finds a Son! (režie Richard Thorpe)
- 1942 Tarzanovo newyorské dobrodružství (režie Richard Thorpe)
- 1948 Velké hodiny (režie John Farrow)
- 1952 Bonzo Goes to College (režie Frederick De Cordova)
- 1957 Muž z Arizony (režie Budd Boetticher)
- 1986 Hana a její sestry (režie Woody Allen)
- 1987 Psanci (režie Fleming B. Fuller)